# Hoya cembra
Hoya cembra ist eine Pflanzenart der Gattung der Wachsblumen (Hoya) aus der Unterfamilie der Seidenpflanzengewächse (Asclepiadoideae).

## Merkmale
Hoya cembra ist eine terrestrisch wachsende, strauchartige Pflanze, die selten auch etwas epiphytisch klettert. Die Triebe sind wenig verzweigt, aber üppig beblättert. Sie sind kahl und biegsam und messen im Querschnitt bis etwa 5 mm; ältere Triebe sind etwas steifer. Die Internodien sind etwa 4 cm lang. Die etwas nach oben gerichteten, ausgebreiteten Blätter sind gestielt, die Blattstiele sind kurz, nur etwa 0,5 cm lang. Die Stiele sind oben rinnig eingetieft. Die dünnen, aber festen, ledrigen Blattspreiten sind schmal elliptisch, 8 bis 10 cm lang und 2 bis 3 cm breit. Der Apex ist spitz bis geschnäbelt, die Basis ist gerundet bis flach keilförmig. Die Blätter sind leicht durchscheinend, Ober- und Unterseite sind kahl. Die Mittelrippe tritt deutlich hervor. Es gehen je 5 oder 6 Sekundärrippen von der Mittelrippe aus.
Der Blütenstand enthält meist nur wenige Blüten. Die fadenförmigen Blütenstiele sind kahl und messen 2,5 cm in der Länge. Sie entspringen den Nodien. Die Kelchblätter sind länglich-lanzettlich, der Apex stumpf. Auf der Außenseite sitzen Zilien. Die weiße Blütenkrone hat einen Durchmesser von 1,8 cm. Die dreieckigen Kronblattzipfel sind radförmig ausgebreitet bis leicht nach oben gebogen. Im basalen Drittel sind die Zipfel verwachsen. Der Apex ist spitz, die Spitzen sind wiederum zurück gebogen. Sie sind außen kahl, innen flaumig behaart. Die Nebenkrone ist gelblich-grün. Die eiförmigen Nebenkronenzipfel sind fleischig und waagrecht ausgebreitet. Der innere Fortsatz ist schmal und lang gespitzt. Der äußere Fortsatz ist stumpf-gerundet, und rinnig auf den äußeren zwei Dritteln. Die Staubbeutelanhänge überragen den inneren Fortsatz. Die Pollinarien weisen relativ kurze, geflügelte Pollinia, mäßig lange Caudiculae und ein vergleichsweise breites, rhombisches Corpusculum mit einer Doppelspitze am unteren Ende auf.

## Ähnliche Arten
Hoya cembra ähnelt Hoya odorata Schltr. und Hoya paziae. Alle drei Arten wachsen eher strauchartig, als epiphytisch kletternd. Sie unterscheidet sich aber durch die schmal-elliptischen, größeren Blätter: 8 bis 10 cm und 2 bis 3 cm breit. vs. 3,5 bis 5 cm lang und 1,3 bis 2,2 cm breit (Hoya odorata) bzw. 6 bis 7 cm lang und 2,5 bis 3 cm (Hoya paziae). Die Blätter von Hoya paziae sind nicht nur etwas kleiner, sondern deutlich breiter im Verhältnis zur Länge. Die Pollinien von Hoya cembra sind kürzer im Verhältnis zum Corpusculum, und die Caudiculae sind wesentlich länger als bei Hoya odorata und Hoya paziae. Sie setzen quasi direkt am Corpusculum an.

## Geographische Verbreitung und Habitat
Die Art ist bisher nur von der Typlokalität am Fluss Alag, Insel Mindoro, Philippinen bekannt. Sie wuchs dort in Dickichten in 300 m über Meereshöhe.

## Taxonomie
Das Taxon wurde 1990 von Robert Dale Kloppenburg beschrieben. Das Taxon basiert auf einem Herbarblatt einer Pflanze, die Elmer D. Merrill im November 1906 auf Mindoro gesammelt hatte und Rudolf Schlechter zur Beschreibung übergeben hatte. Schlechter wollte die Art Hoya leucantha nennen, zu einer Publikation kam es aber nicht. Das Exemplar wird im Herbarium des Botanischen Garten Berlin unter der Nummer #5650 aufbewahrt. Die Datenbank Plants of the World online akzeptiert Hoya cembra als gültiges Taxon.
Robert Dale Kloppenburg benannte die Art nach seiner Tochter Cembra, die er nach der Zirbelkiefer (Pinus cembra) benannte.